# Rechenbuch

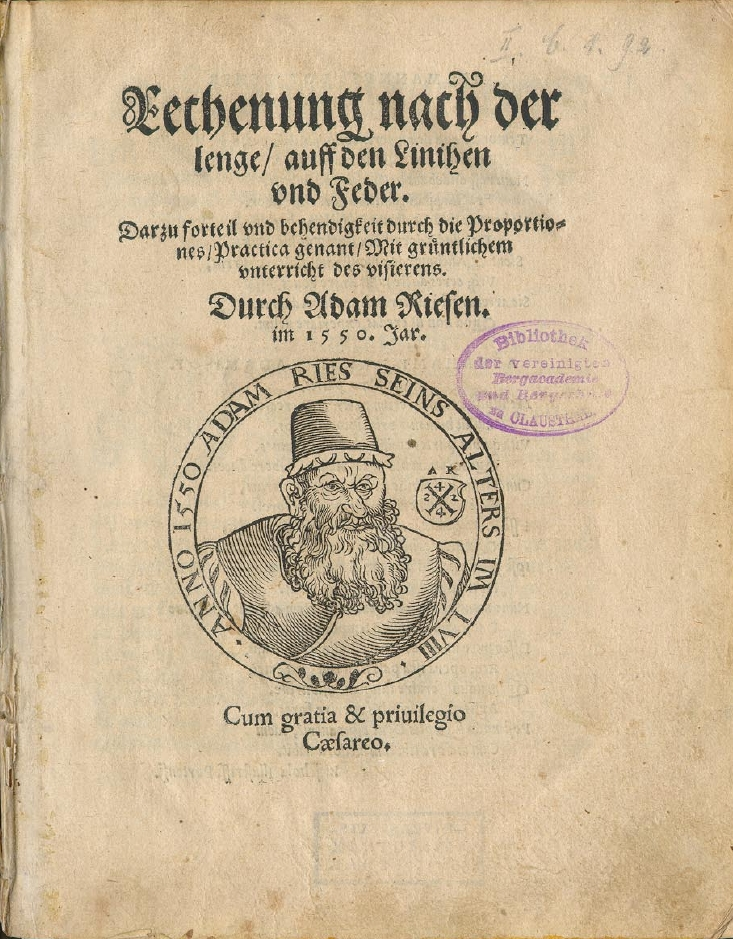
Titelblatt des Erstdrucks von Adam Ries’ drittem Rechenbuch (1550)

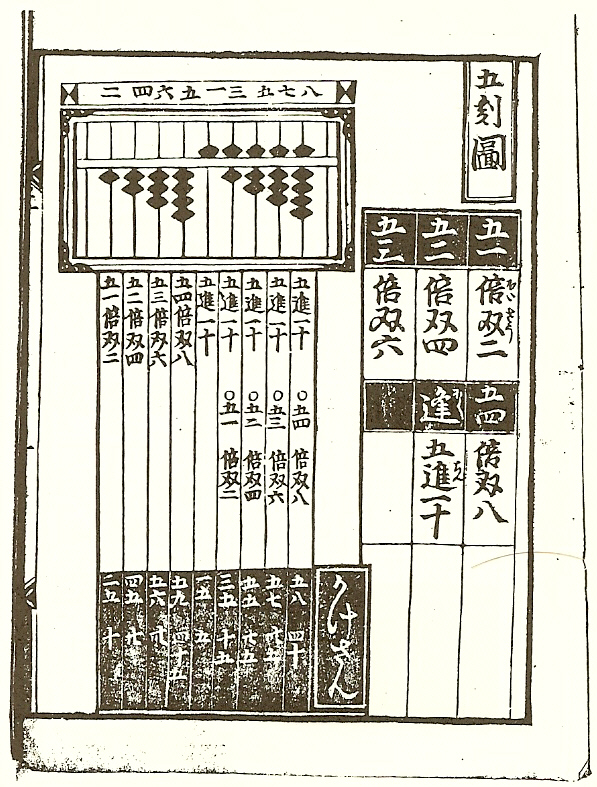
Japanisches Rechenbuch Jinkōki (1641)

Der Begriff Rechenbuch wird im wissenschaftsgeschichtlichen Kontext als Bezeichnung für praxisorientierte mathematische Lehrbücher aus der Zeitspanne zwischen Mittelalter und Früher Neuzeit gebraucht.
Sofern die frühneuzeitlichen Rechenbücher sich neben Arithmetik auch mit Algebra befassten, wurden sie im deutschsprachigen Raum auch als Coß bezeichnet (von italienisch cosa, „Sache“, womit die Variablen in einer Aufgabe bezeichnet wurden). Die Verfasser solcher Rechenbücher wurden dementsprechend auch Cossisten genannt.

## Geschichte
Der Ursprung der Rechenbücher liegt in den mathematischen Aufgabensammlungen der frühen Hochkulturen. Während aus der griechisch-römischen Antike nur wenige praxisorientierte mathematische Schriften überliefert sind, stammen die ältesten erhaltenen Rechenbücher aus dem indischen Kulturkreis aus den Jahren zwischen 850 und 1150 n. Chr. Aus dem arabischen Raum sind weit über hundert Rechenbücher, zumeist mit einem ausgeprägten Praxisbezug, überliefert. Das älteste bis heute bekannte in arabischer Sprache verfasste Rechenbuch mit indischen Ziffern wird auf um 950 n. Chr. datiert. Das älteste aus dem Byzantinischen Reich bekannte Traktat wurde 1252 geschrieben, weite Verbreitung fand wenig später das Rechenbuch des Maximos Planudes.
In Europa entstanden in Verbindung mit dem wirtschaftlichen Aufschwung im Hochmittelalter und angeregt durch Fibonaccis 1202 erschienenes Liber abbaci zunächst in Italien erste von Praktikern (sogenannten Rechenmeistern, italienisch maestri d’abbaco) in der Volkssprache statt in Latein geschriebene Darstellungen der für die kaufmännische Praxis wichtigen Rechenoperationen. Inspiriert von diesen italienischen Traktaten entstanden in Deutschland erstmals im späten 15. Jahrhundert, vermehrt dann im 16. und 17. Jahrhundert eine Reihe volkssprachlicher Rechenbücher, die sich überwiegend mit Aufgaben der angewandten Arithmetik, seltener Algebra befassten. Zu den ersten gedruckten Rechenbüchern gehören die Treviso-Arithmetik in Italien (1478), Rechenbücher von Francesc Santcliment in Spanien und das Bamberger Rechenbuch. Letzteres gilt als ältestes vollständig erhaltenes gedrucktes Rechenbuch in deutscher Sprache und wurde von Ulrich Wagner 1483 herausgegeben. Als Verfasser ist im Kolophon der Drucker Heinrich Petzensteiner genannt. Das Bamberger Rechenbuch beruht möglicherweise auf einer älteren vor 1450 entstandenen deutschen Abhandlung. Das bekannteste frühneuzeitliche Rechenbuch ist das 1522 erstmals gedruckte und in zahlreichen Neuauflagen erschienene zweite Rechenbuch Rechenung auff der linihen und federn in zal / maß und gewicht des erzgebirgischen Rechenmeisters Adam Ries. Ein 1539 in Köln erschienenes Rechenbüchlein wurde wahrscheinlich nur einmal aufgelegt, von Michael Stifel erschien 1546 das Rechenbuch von der welschen und deutschen Practick.
Als erstes mathematisches Lehrbuch außerhalb Europas erschien 1556 das Sumario Compendioso in Mexiko. 1557 publizierte der Rechenlehrer Martinus Cardus Creszfeldt in Deventer eine Arithmetica kaufmännischen Inhalts. Ein 1665 in Lübeck erschienenes, auch Elemente eines Kontorhandbuchs enthaltendes Rechenbuch des Bielefelder Rechenmeisters Reinhard Velhagen trug den ähnlichen Titel Arithmetica oder Rechenbuch. Im Jahr 1593 erschien als erstes in Westfalen gedrucktes Rechenbuch kaufmännischen Inhalts das bei Lambert Raesfeldt erstmals gedruckte Rekenboeck von Rudolf Kate (nach Osnabrücker Quellen auch Kottes). Auch das Rechenbuch von Moritz Zon, erschienen 1602 in Arnheim und 1617 in Köln, erlangte in Westfalen einen anhaltenden Erfolg – die 10. und 11. Auflage, bearbeitet von dem Schul- und Rechenmeister Johannes Mercken, erschien in Soest. Als letztes niederdeutsches Rechenbuch erschien 1676 in Bremen Arithmetica offte rekenkost von Christian Martini Anhalt.
Die abendländischen Rechenbücher beginnen in der Regel mit einer kurzen Vorstellung der – im spätmittelalterlichen Europa vielerorts noch ungebräuchlichen – indischen Ziffern und der grundlegenden Rechenoperationen mit ihnen und lehren dann deren Anwendung anhand von Beispielaufgaben aus der kaufmännischen Praxis. Durch ihre Verbreitung trugen die gedruckten Rechenbücher erheblich zur Durchsetzung dieser neuen schriftbasierten Methode des indisch-arabischen Ziffernrechnens und damit zur Ablösung des bis dahin gebräuchlichen Rechnens auf Linien mittels Rechenbrettern bei.
Auch im Japan der Edo-Zeit (1603–1868) erschienen – unabhängig von den europäischen Werken und für das Rechnen mit dem japanischen Abakus (Soroban) gedacht – zahlreiche praxisorientierte Rechenbücher. Besonders einflussreich wurde das Jinkōki des Yoshida Mitsuyoshi, das zwischen 1627 und 1641 in mehreren Ausgaben erschien.

### Moderne Druckausgaben
Nachdrucke bekannter Rechenbücher (Auswahl)
- Das Bamberger Rechenbuch von 1483 von Ulrich Wagner. Nachdruck der Ausgabe Bamberg 1483 mit einem Nachwort von Eberhard Schröder, Weinheim 1988, ISBN 3-527-26725-5.
- Das 1. Rechenbuch von Adam Ries. Nachdruck der 2. Auflage Erfurt 1525 mit einer Kurzbiographie, einer Inhaltsanalyse, bibliographischen Angaben, einer Übersicht über die Fachsprache und einem metrologischen Anhang von Stefan Deschauer, München 1992, ISBN 3-89241-005-4.
- Jinkōki. Wasan Institute, Tokyo 2000 (enthält neben der Ausgabe vom Juni 1641 und Teilen der Ausgabe vom November 1641 als Faksimile und in englischer Übersetzung umfangreiche Anmerkungen und Erläuterungen).
- Rechenung auff der linihen und federn in zal, maß und gewicht auff allerley handierung gemacht und zusamen gelesen durch Adam Riesen von Staffelstein Rechenmeyster zu Erffurdt im 1522 Jar. Nachdruck der Erstausgabe Erfurt 1522 mit einer Kurzbiographie, bibliographischen Angaben und einer Übersicht über die Fachsprache von Stefan Deschauer, München 1991, ISBN 3-89241-004-6.
- Adam Ries: Rechenbuch auff Linien und Ziphren in allerley Handthierung, Geschäfften unnd Kauffmanschafft […]. Frankfurt am Main 1574; Neudruck 1954.

Übertragungen ins Neuhochdeutsche
- Kai Brodersen, Christiane Brodersen: Adam Ries, Das erste Rechenbuch (Erfurt 1525). Speyer 2018, ISBN 978-3-939526-38-4
- Stefan Deschauer: Das zweite Rechenbuch von Adam Ries: eine moderne Textfassung mit Kommentar und metrologischem Anhang und einer Einführung in Leben und Werk des Rechenmeisters. Braunschweig u. a. 1992, ISBN 3-528-06412-9.

### Online verfügbare Digitalisate
Handschriften
- Bamberger mathematisches Manuskript. Nürnberg? ca. 1460.[6]
- Andreas Reinhard: Drei Register Arithmetischer ahnfeng zur Practic. Schneeberg 1599.[7]
- Johann Friedrich Rosenzweig der Jüngere: Rechenbuch des Bamberger Hof-Ingenieurs Johann Friedrich Rosenzweig. Bamberg 1721.[8]

Drucke
- Ulrich Wagner: Bamberger Blockbuch. 1471/82. urn:nbn:de:bvb:22-dtl-0000001384
- Ulrich Wagner: Bamberger Rechenbuch von 1482. Bamberg 1482. urn:nbn:de:bvb:22-dtl-0000001802
- Ulrich Wagner: Bamberger Rechenbuch von 1483. Bamberg 1483. doi:10.3931/e-rara-29197
- Jakob Köbel: Ain new geordnet Rechenbiechlin auf den linien mit Rechen pfeningen. Augsburg 1514, VD 16 nicht angegeben[9]
  - Eynn Newe geordent Rechenbüchlein vf den linien mit Rechepfenigen (Oppenheim, 1514, 1520; Augsburg 1514, 1516 durch Erhart Öglin; Franckfort 1544 Christian Egenolffen)
  - Ain new geordnet Rechenbiechlin auf den linien mit Rechen pfeningen. Augsburg bei Erhart Öglin 1514, (diglib.hab.de Herzog August Bibliothek Wolfenbüttel).
- Rainer Gemma Frisius: Arithmeticae Practicae Methodvs Facilis. 1544, VD 16 G 1113[10]
- Michael Stifel: Rechenbuch von der welschen und deutschen Practick. Nürnberg 1546.
- Adam Ries: Rechenung nach der lenge / auff den Linihen und Feder. Leipzig 1550, VD 16 nicht angegeben[11]
- Adam Ries: Auff Linien vnd Ziphren, in allerley Handthierung, Geschäfften vnnd Kauffmanschafft. 1581, R 2405 im VD 16., urn:nbn:de:bvb:22-dtl-0000000187
- Christoph Rudolff: Die Coss Christoffs Rudolffs. Mit schönen Exempeln der Coss. Durch Michael Stifel gebessert. Königsberg 1553, VD16 nicht angegeben[12]